# Maison d'Estridsen

Les armoiries du Danemark sont attestées pour la première fois sur un sceau du roi Knut VI, dans les années 1190.

La maison d'Estridsen est la dynastie qui règne sur le Danemark de 1047 à 1412.

## Histoire
Cette dynastie doit son nom à Sven Estridsen, son premier représentant à monter sur le trône danois. Estridsen signifie « fils d'Estrid », car Sven est le fils d'Estrid Svendsdatter, la sœur du roi Knut le Grand et du Jarl Ulf Thorgilsson. Du côté paternel, son ancêtre le plus ancien connu avec certitude est son grand-père Thorgil Sprakling.
Une branche cadette, issue d'Abel, gouverne le duché de Schleswig de 1232 à 1375.
La dernière représentante de la maison d'Estridsen est Marguerite Ire, qui meurt en 1412. Le trône passe ensuite à la maison de Poméranie en la personne d'Éric de Poméranie, un arrière-petit-fils de Valdemar IV.

## Liste des rois de la maison d'Estridsen
- 1047-1076 : Sven II Estridsen
- 1076-1080 : Harald III Hen
- 1080-1086 : Knut IV den Hellige
- 1086-1095 : Oluf Ier Hunger
- 1095-1103 : Éric Ier Ejegod
- 1104-1134 : Niels
- 1134-1137 : Éric II Emune
- 1137-1146 : Éric III Lam
- 1146-1157 : Sven III Grathe
- 1154-1157 : Knut V
- 1157-1182 : Valdemar Ier le Grand
- 1182-1202 : Knut VI
- 1202-1241 : Valdemar II Sejr
- 1215-1231 : Valdemar le Jeune
- 1232-1250 : Éric IV Plovpenning
- 1250-1252 : Abel
- 1252-1259 : Christophe Ier
- 1259-1286 : Éric V Klipping
- 1286-1319 : Éric VI Menved
- 1320-1326 : Christophe II
- 1326-1329 : Valdemar III
- 1329-1332 : Christophe II
- 1340-1375 : Valdemar IV Atterdag
- 1376-1412 : Marguerite Ire

## Arbre généalogique
- Thorgil Sprakling
  - Gytha Thorkelsdóttir (morte vers 1069) ∞ Godwin de Wessex
  - Ulf Thorgilsson (mort en 1026)
    - Sven II Estridsen (vers 1019 – 1076)
      - Sven le Croisé (mort en 1097)
      - Harald III Hen (vers 1040 – 1080)
      - Knut IV le Saint (vers 1042 – 1086)
        - Charles le Bon (vers 1083 – 1127), comte de Flandre
        - Cécilia ∞ Erik de Falster
        - Ingegerd ∞ Folke le Gros

      - Oluf Ier Hunger (vers 1050 – 1095)
      - Éric Ier Ejegod (vers 1060 – 1103)
        - Knud Lavard (1096-1131), duc de Jutland
          - Christine (vers 1118 – 1139) Magnus Blind, roi de Norvège
          - Valdemar Ier le Grand (1131-1182)
            - Knut VI (1163-1202)
            - Valdemar II le Victorieux (1170-1241)
              - Valdemar le Jeune (1209-1231)
              - Éric IV Plovpenning (1216-1250)
                - Sophie (morte en 1266) ∞ Valdemar Birgersson, roi de Suède
                - Ingeborg Eriksdotter ∞ Magnus Lagabøte, roi de Norvège

              - Sophie (1217-1247) ∞ Jean Ier de Brandebourg
              - Abel (1218-1252)
                - Valdemar III (1238-1257), duc de Schleswig
                - Éric Ier (mort en 1272), duc de Schleswig
                  - Valdemar IV de Schleswig
                    - Éric II de Schleswig
                      - Hedwige de Schleswig épouse Valdemar IV de Danemark
                      - Valdemar III de Danemark duc de Schleswig
                        - Henri de Schleswig

                - Sophie (1240-1284) ∞ Bernard Ier d'Anhalt-Bernbourg

              - Christophe Ier (1219-1259)
                - Mathilde (morte en 1300) ∞ Albert III de Brandebourg
                - Marguerite (morte en 1306) ∞ Jean II de Holstein-Kiel
                - Éric V Glipping (1249-1286)
                  - Éric VI Menved (1274-1319)
                  - Christophe II (1276-1332)
                    - Marguerite (1305-1340) ∞ Louis de Brandebourg  ;
                    - Éric Christoffersen (1307-1331/32)
                    - Valdemar IV Atterdag (1320-1375)
                      - Christophe (1341-1363)
                      - Ingeborg (1347-1370)  Henri III de Mecklembourg-Schwerin ;
                      - Marguerite Ire (1353-1412)
                        - Oluf III (1370-1387)

                  - Richeza (morte en 1308) ∞ Nicolas II de Mecklembourg-Werle-Güstrow
                  - Marthe (1277-1341) ∞ Birger Magnusson, roi de Suède

              - Knut (mort en 1260), duc d'Estland
              - Niels (mort en 1218), duc de Halland

            - Sophie (1159-1208) ∞ Siegfried III de Weimar-Orlamünde
            - Richeza (morte en 1220) ∞ Éric Knutsson, roi de Suède
            - Ingeburge (1175-1236) ∞ Philippe II Auguste, roi de France
            - Hélène (1180-1233) ∞ Guillaume de Lunebourg
            - Christophe Valdermarsen, duc de Jutland

        - Harald Kesja (1080-1135), régent de Danemark, roi du Jutland
          - Oluf II

        - Ragnhild ∞ Hakon Sunnivasson
          - Éric III Lam (vers 1120 – 1146)

        - Éric II Emune (vers 1090 – 1137)
          - Sven III Grathe (vers 1125 – 1157)
            - Luitgard ∞ Berthold III, margrave d'Istrie

      - Sven Tronkræver (mort en 1104)
        - Henrik Skadelår (vers 1090 – 1134)
          - Magnus Henriksson (mort en 1161), roi de Suède
          - Knut (mort en 1162), duc de Jutland
          - Buris (mort en 1167), duc de Jutland

      - Niels (vers 1065 – 1134)
        - Magnus le Fort (vers 1106 – 1134), roi de Suède, co-roi de Danemark (1134)
          - Knut V Magnussen (vers 1130 – 1157)
            - Niels d'Aarhus (mort en 1180), saint
            - Valdemar (mort en 1236), évêque de Schleswig puis archevêque de Brême

      - Sigrid ∞ Gottschalk, duc des Abodrites
      - Ingrid ∞ Olaf Kyrre, roi de Norvège